# アニヤ・セキ
アニヤ・セキ（Aniya Seki、女性、1979年5月15日 - ）は、スイスのプロボクサーである。階級はスーパーフライ級。

## 来歴
日本人の父とスイス人の母を持ち、東京都で生まれ、4歳からベルンで育つ。6歳で柔道、13歳で空手を始める。
ボクシングを始めたのは2006年。アマチュアで国内チャンピオンとなり、2008年プロ転向。
デビュー戦は引き分け、第2戦は1回KO負け。
しかし、第3戦で勝利した後は連勝を続け、第10戦目で初のKO勝利。
1引き分けを挟んで15連勝を記録して2011年8月20日、Natascha Guthierと空位のGBU女子世界スーパーフライ級王座を争い、3-0判定で初タイトル獲得。
2011年12月26日、Marilyn HernandezとWIBFジュニアフェザー級王座を争うが、判定で2敗目。
2012年7月7日、Eva MarcuとWIBF・GBUジュニアフェザー級王座を争い、判定で王座獲得。
2012年12月26日、Oksana RomanovaとWBCシルバー・WIBFスーパーフライ級王座を争い、判定で王座獲得。

## 戦績
- 26戦 22勝（1KO） 2分け2敗

## 獲得タイトル
- GBU女子世界スーパーフライ級王座
- GBU女子世界スーパーバンタム級王座
- WIBF世界ジュニアフェザー級王座
- WIBF世界スーパーフライ級王座
- WBC女子世界スーパーフライ級シルバー王座